# 山梨県立中央病院

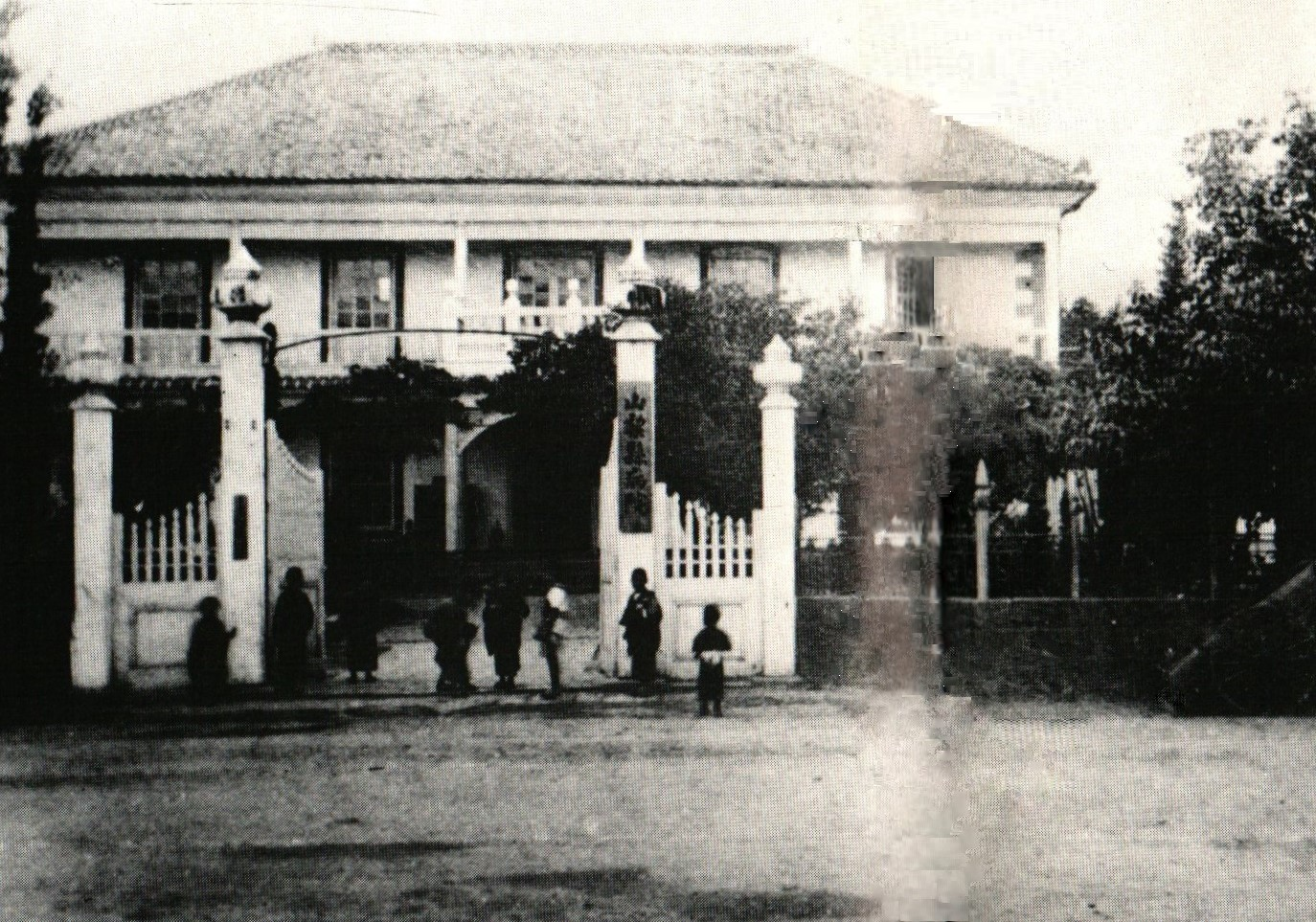
明治20年頃の山梨県病院。現在の甲府市中央1丁目甲府地方裁判所付近にあった。

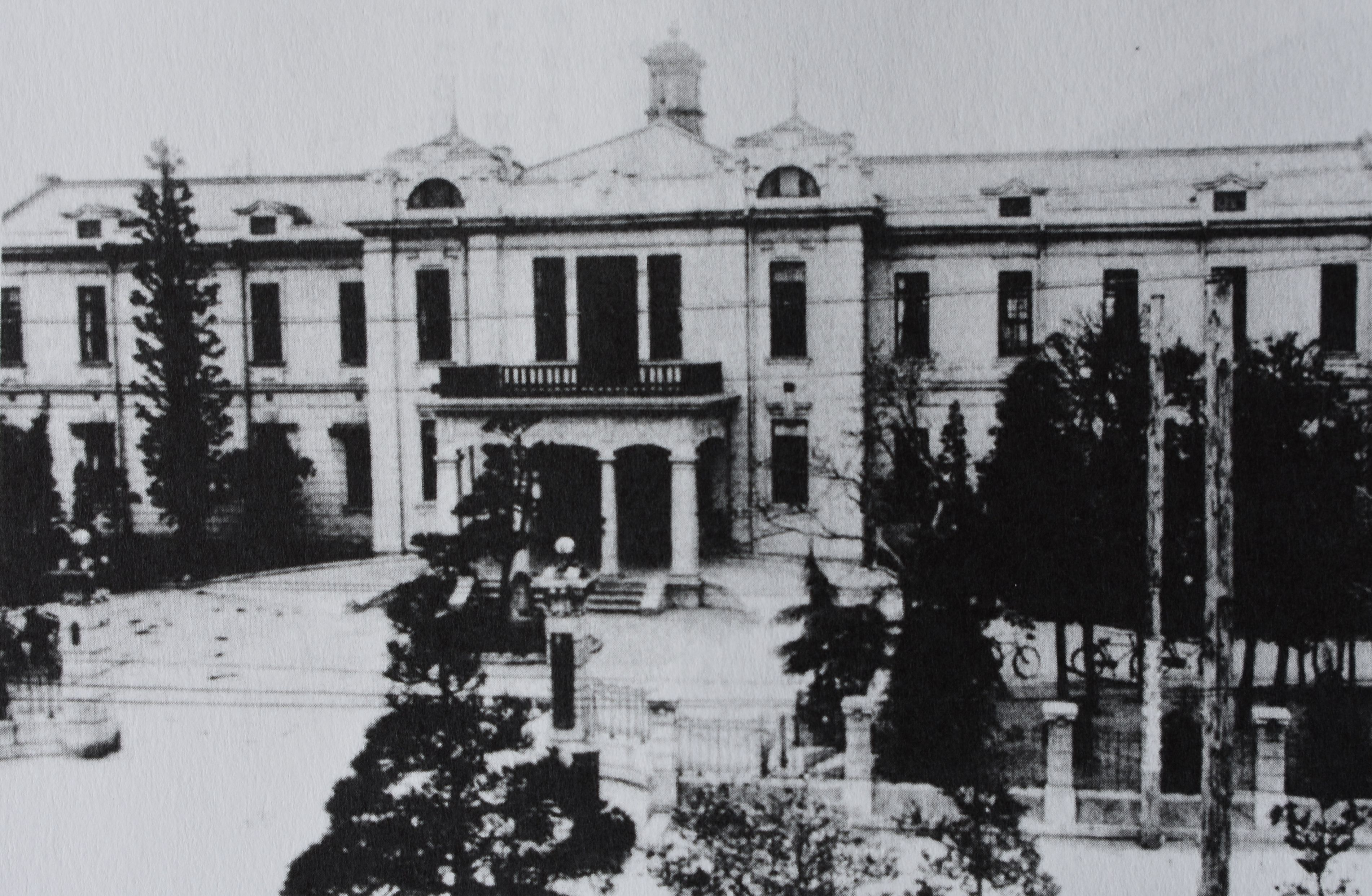
昭和10年（1935年）頃の「山梨県病院」

地方独立行政法人山梨県立病院機構 山梨県立中央病院（ちほうどくりつぎょうせいほうじんやまなしけんりつびょういんきこう やまなしけんりつちゅうおうびょういん）は、山梨県甲府市富士見にある医療機関である。山梨県の災害拠点病院の中心である基幹災害医療センターに指定されているほか、山梨県唯一の総合周産期母子医療センター・高度救命救急センターを持つなど、多様な機能を有する。2010年4月1日より、特定地方独立行政法人である地方独立行政法人山梨県立病院機構の運営に移管。
山梨県における中心的な医療機関であり、救急医療（山梨県内では唯一、三次救急医療機関の指定を受けている）は勿論がん患者や結核患者、さらにはエイズ患者も受け入れている。近年施設の老朽化と受け入れ体制の強化を目的に改築工事が行われ、同時に増床されている。駐車場など一部施設においてPFI方式が取り入れられ、民間業者が運営・管理している。

## 沿革
- 1876年 - 山梨県病院として開院。
- 1945年 - 甲府空襲により焼失。
- 1953年 - 山梨医学研究所付属病院に改名。
- 1962年 - 現名称に改名。
- 1972年 - 現在地に移転、新築。
- 1998年 - 改築工事に着手。
- 2005年 - 改築工事完了。
- 2010年4月1日 - 地方独立行政法人山梨県立病院機構に運営移管。
- 2019年4月1日 - 救命救急センターを高度救命救急センターに格上げ

## 診療科一覧
- 内科
- 精神科
  - 神経内科
- 小児科
  - 小児外科
- 皮膚科
- 外科
  - 脳神経外科
  - 心臓血管外科
  - 口腔外科
- 整形外科
- 形成外科
- 泌尿器科
- 産婦人科
- 眼科
- 耳鼻咽喉科
- 麻酔科
  - 緩和ケア
- リハビリテーション科
- 放射線科
- 女性専門外来
- 化学療法科

## 医療機関の指定・認定
（下表の出典）
| 保険医療機関                     | 労災保険指定医療機関                   | 指定自立支援医療機関（更生医療） |
| 指定自立支援医療機関（育成医療） | 精神保健指定医の配置されている医療機関 | 生活保護法指定医療機関           |
| 結核指定医療機関                 | 指定養育医療機関                       | 原子爆弾被害者医療指定医療機関   |
| 公害医療機関                     | 地域医療支援病院                       | 災害拠点病院（基幹）             |
| 小児救急医療拠点病院             | 救命救急センター                       | 臨床研修病院                     |
| がん診療連携拠点病院（国指定）   | エイズ治療拠点病院（中核）             | 特定疾患治療研究事業委託医療機関 |
| DPC対象病院                      | 総合周産期母子医療センター             |                                  |

- 臓器提供施設[7]
- 公益財団法人日本医療機能評価機構認定病院[8]
- このほか、各種法令による指定・認定病院であるとともに、各学会の認定施設でもある。

## 交通アクセス
- 甲府駅南口（甲府駅バスターミナル）4番乗り場より山梨交通バス26系統「中央病院・羽黒経由山宮循環」、34・56系統「中央病院・湯村経由敷島営業所」行き、42・53・75系統「県立中央病院」行き、77系統「中央病院・長塚経由竜王駅」行き、78系統「中央病院・長塚経由双葉ニュータウン」行きのいずれかに乗車し、「県立中央病院」バス停下車。
  - 県立中央病院行きまたは県立中央病院経由のバスは全て病院ロータリー内のバス停まで乗り入れる。待ち時間があいてしまう場合は、60系統「飯田・湯村経由敷島営業所」行き、70系統「飯田・湯村経由敷島団地」行きに乗車し、「県立中央病院入口」バス停で下車し5分ほど歩いて行くこともできる。
- 竜王駅より山梨交通バス77系統「中央病院・甲府駅経由伊勢町営業所行き」に乗車、県立中央病院下車。
- 中央自動車道甲府昭和インターチェンジより車で10分。